# Louise Dechêne
Pour les articles homonymes, voir Dechêne.
Louise Dechêne, née le 26 octobre 1928 à Rivière-du-Loup et morte le 1er juillet 2000 à Montréal, est une historienne québécoise.
Son ouvrage majeur est Habitants et marchands de Montréal au XVIIe siècle, publié en 1974 et réédité en 1988. Étudiant le développement économique, démographique, religieux et social de l'île de Montréal au XVIIe siècle, ce livre a révolutionné la compréhension de l'histoire de la Nouvelle-France et de l'histoire de Montréal.

## Biographie
Née Louise St-Jacques le 26 octobre 1928 à Rivière-du-Loup, Louise Dechêne est la fille de Louis St-Jacques et d'Alice Langlais. Elle est issue d'une famille bourgeoise cultivée et influente. Son père, avocat, est le fils de la première femme journaliste au Québec, Henriette Dessaulles, et est descendant d'une famille seigneuriale de Saint-Hyacinthe, tandis que sa mère est la fille de Jules Langlais, député à l'Assemblée législative du Québec de 1923 jusqu'à sa mort en 1926. L'arrière-grand-père paternel de Louise Dechêne, Georges-Casimir Dessaulles (1827-1930), est un avocat et homme d'affaires qui a fondé la compagnie manufacturière de Saint-Hyacinthe, a été maire de Saint-Hyacinthe pendant 30 ans et a été député provincial et sénateur. Georges-Casimir Dessaulles est le fils de Jean Dessaulles, seigneur et député à la Chambre d'assemblée du Bas-Canada, et de Rosalie Papineau-Dessaulles, fille de Joseph Papineau et sœur de Louis-Joseph Papineau.
Durant son adolescence, elle étudie comme pensionnaire au collège Saint-Maurice de Saint-Hyacinthe. Ses parents meurent tous les deux accidentellement en 1942. Avant sa carrière universitaire en histoire, elle exerce divers métiers, dont ceux de traductrice et rédactrice de bulletins de nouvelles. Elle a aussi été publicitaire pour l'Office provincial du film, pour le poste de radio CHRC et pour le ministère provincial du Tourisme.
Louise Dechêne a obtenu un baccalauréat en histoire en 1962 et une licence en 1964 à l'Université Laval. Elle a ensuite poursuivi ses études dans la même discipline à l'Université de Nanterre, où elle a obtenu un doctorat sous la direction de Robert Mandrou en 1973. Dechêne a d'abord été professeur à l'Université d'Ottawa, puis à l'Université McGill, avec un bref intervalle à l'Université de Montréal. Elle est l'auteur de trois livres, dont un publié après sa mort, et de nombreux articles publiés dans diverses revues spécialisées, dont la Revue d'histoire de l'Amérique française, sans oublier sa direction de l'édition française de Atlas historique du Canada.
À partir de sa thèse de doctorat, Dechêne a rédigé Habitants et marchands de Montréal au XVIIe siècle, essai qui constitue un tournant dans l'historiographie de la Nouvelle-France. Selon la Fondation Lionel-Groulx, « L’ouvrage est depuis devenu un classique incontournable. »
Louise Dechêne meurt le 1er juillet 2000 à Montréal, de problèmes pulmonaires, à l’âge de 71 ans. De son mariage avec André Miville Dechêne en 1949, qui se terminera par un divorce en 1963, elle a eu trois enfants, dont la sénatrice Julie Miville-Dechêne, et quatre petits-enfants,,.

## Honneurs
- 1974 : Prix du Gouverneur général
- 1974 : Prix France-Québec, Habitants et marchands de Montréal au XVIIe siècle
- 1975 : Prix Jean-Hamelin (ex æquo), Habitants et marchands de Montréal au XVIIe siècle
- 1980 : Médaille François-Xavier Garneau
- 1994 : Médaille du centenaire, Société historique du Canada, Atlas historique du Canada
- 1995 : Prix Lionel-Groulx, Le Partage des subsistances au Canada sous le Régime français
- 1995 : Professeur émérite, Département d'histoire, Université McGill
- 2001 : La rue Louise-Dechêne, dans le quartier de Rivière-des-Prairies à Montréal, est nommée en son honneur (à titre posthume)
- 2009 : Prix Lionel-Groulx, Le Peuple, l'État et la guerre au Canada sous le régime français (à titre posthume)

## Publications
- William Price 1810-1850, thèse de licence ès lettres (Histoire) Université Laval, avril 1964, 96 pages. ([lire en ligne])
- Les entreprises de William Price 1810-1850, Histoire Sociale, volume 1, no 1, 1968.
- Habitants et marchands de Montréal au XVIIe siècle, Paris, Plon, 1974
- Le Partage des subsistances au Canada sous le régime français, Montréal, Boréal, 1994
- Le peuple, l'État et la guerre au Canada sous le régime français, Montréal, Boréal, 2008 (ouvrage posthume)